# Yaşar Bilgin

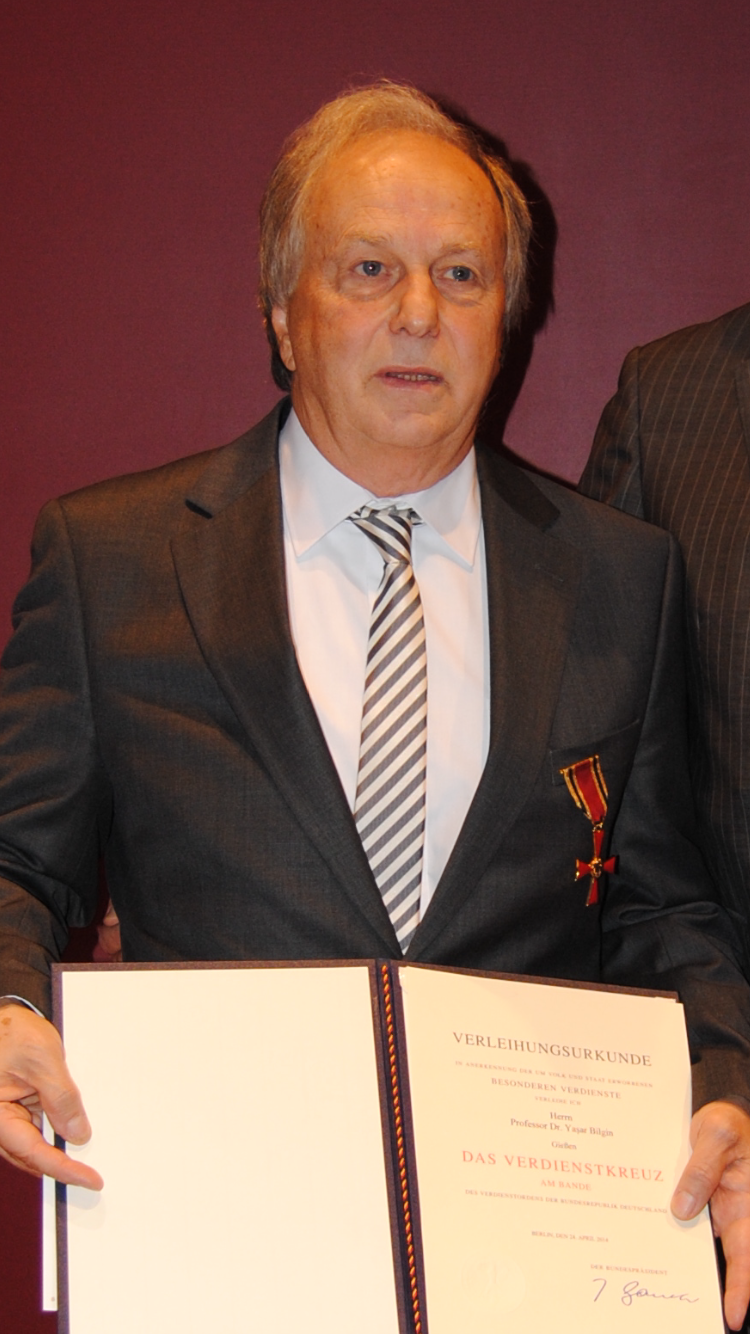
Yaşar Bilgin

Yaşar Bilgin (* 12. April 1950 in Mersin, Türkei) ist ein deutscher Mediziner und Politiker. Der Professor im Fach Kardiologie ist seit 2002 kooptiertes CDU-Mitglied und Mitglied im Landesvorstand der CDU Hessen. Bilgin ist Mitbegründer und Vorsitzender der Türkisch-Deutschen Gesundheitsstiftung e. V., die älteste und eine der wichtigsten türkischen Interessenvertretungen in Deutschland. Seit 2015 ist er Leiter der Interkulturellen medizinischen Ambulanz am Universitätsklinikum Gießen Marburg. Als Mediziner betreute Bilgin bekannte Persönlichkeiten als seine Patienten, unter anderem die ehemaligen türkischen Staatspräsidenten Turgut Özal und Süleyman Demirel.

## Werdegang
Bilgin studierte sowohl in Deutschland als auch in der Türkei. Er begann sein Medizinstudium an der Universität Istanbul und beendete es 1979 an der Justus-Liebig Universität in Gießen. Von 1986 bis 1989 hatte er Auslandsaufenthalte zur wissenschaftlichen Arbeit im Bereich Herztransplantation in Louisville, Kentucky, danach erfolgte seine Anerkennung zum Facharzt für Innere Medizin und Kardiologie in Gießen, Deutschland.
Seit 1996 ist Bilgin Oberarzt im Zentrum für Innere Medizin, Medizinische Klinik III und Medizinische Poliklinik der Justus-Liebig-Universität Gießen und Leiter der Arbeitsgruppe „Gesundheit und Migration“. Nach seiner Habilitation im Fach Kardiologie an der Universität Istanbul im Jahre 1991 wurde Bilgin 1997 durch die Universität Çanakkale zum ordentlichen Professor ernannt.
Bilgin war zwischen 2013 und 2016 Berater des ehemaligen türkischen Gesundheitsministers Mehmet Müezzinoğlu. Bilgin war Vorstandsmitglied der Istanbul Dogus Universität und ist im Beraterstab zahlreicher türkischer und deutscher Universitäten. Er ist Mitbegründer und Vorstandsmitglied der Demiroğlu Bilim Üniversitesi in Istanbul und seit 2022 ist Bilgin Mitglied in der Leitung der Hacettepe-Universität.
2009 kandidierte er für die CDU bei der Europawahl, verfehlte jedoch einen Einzug ins Parlament.
Der ursprünglich aus der Türkei stammende Bilgin ist seit 1991 deutscher Staatsbürger. 

### Mitgliedschaften
- Vorsitzender der Türkisch-Deutschen Gesundheitsstiftung (Seit 1988)
- Vorsitzender des Rats der Türkischen Staatsbürger in Deutschland (Seit 1993)
- Vorsitzender der European Turkish Union (2004–2014)
- Mitglied im Kuratorium der Stiftung Lebensblicke (Seit 2020)
- Mitglied im Integrationsgipfel der Bundesregierung (Seit 2006)
- Mitglied und ehemaliges Vorstandsmitglied bei der Deutsch-Türkischen Gesellschaft e. V. (2009–2020)
- Mitglied Runder Tisch zu Long Covid des Bundesministeriums für Gesundheit (2023)
- Mitglied im Forum gegen Rassismus beim Bundesministerium des Innern (Seit 1998)
- Mitglied im Ausländerbeirat der Stadt Gießen (1986–1989)
- Mitglied im Wissenschaftlichen Rat der American Heart Association (Seit 1984)
- Mitglied im Interkulturellen Rat in Deutschland (1994–2017)
- Mitglied des Integrationsbeirates der Hessischen Landesregierung (Seit 2000)
- Gründungsmitglied im Arbeitskreis „Migration und öffentliche Gesundheit“ der Beauftragten der Bundesregierung für Migration, Flüchtlinge und Integration. (Seit 1994)
- Mitbegründer des Deutschen Islamforums (2002)

#### Türkei
- Vorstandsmitglied der Hacettepe-Universität (Seit 2022)
- Vorstandsmitglied der Demiroğlu Bilim Üniversität (Seit 2009)
- Vorstandsmitglied der İstinye Üniversitesi (Seit 2023)
- Ehrenvorsitzender des Solidaritätsvereins für Ärzte (TÜRHED) (Seit 2016)
- Ehrenmitglied des Beirats der türkischen Bürger im Ausland der Republik Türkei (Seit 2010)[9]
- Vorstandsmitglied der Doğuş Universität (2012–2016)
- Ehemaliges Vorstandsmitglied der Istanbul Aydın Universität

## Türkisch-Deutsche Gesundheitsstiftung
Die Türkisch-Deutsche Gesundheitsstiftung e. V. wurde 1988 von Yaşar Bilgin, Personen aus dem öffentlichen Leben, aus der Politik und der Gesundheit gegründet. Das Hauptziel des Vereins ist die Forschung der gesundheitlichen Probleme der in Deutschland lebenden türkischen Mitbürger. Sie ist die erste Stiftung für türkischstämmige Menschen in Deutschland. Die Stiftung bildet und fördert Menschen mit Migrationshintergrund im medizinischen Bereich. Außerdem bietet sie im Rahmen ihrer Projekte Förderkurse und Unterstützung beim Monitoring sowie Sprachkurse und die Ausbildung von Mentoren und Mentorinnen an. Die Stiftung unterhält neben den Standorten in Gießen, Stuttgart und Berlin auch Standorte in Istanbul und Izmir. Sie stehen in enger Zusammenarbeit mit nationalen und internationalen Organisationen sowie mit verschiedenen Ministerien.
Der Stiftung und ihren Projekten wurde 2005 und 2021 der hessische Integrationspreis verliehen.

## Graue Wölfe-Kontroverse
Ende Mai 2009 wurde bekannt, dass Bilgin eine Todesanzeige für den rechtsextremen türkischen Politiker Muhsin Yazicioglu geschaltet hat, in der er diesen als bedeutende Persönlichkeit würdigt. Bilgin gab an, dies aus Respekt vor Verstorbenen getan zu haben und dass es nicht seine politische Position widerspiegele. Außerdem sei Yazicioglu sein Patient gewesen. In diesem Zusammenhang wurde ebenso behauptet, der CDU-Politiker habe den ehemaligen Deutschland-Chef der Grauen Wölfe, Musa Serdar Celebi, in einer Hürriyet-Annonce als „teuren Freund“ bezeichnet.

## Auszeichnungen
- 1993: Ehrendoktorwürde, Universität Diyarbakır
- 2000: Who`s Who in the World by Marquis[16]
- 2001: Ehrendoktorwürde, Universität Zonguldak
- 2002: Bernhard-Christoph-Faust Medaille der Hessischen Landesregierung
- 2007: Ehrung für besonderes Engagement im Sinne der Integration der KAS[17]
- 2009: Integrationspreis des schwäbischen Regierungspräsidiums
- 2009: Hoher Verdienstorden des türkischen Parlamentes
- 2010: Hessischer Verdienstorden
- 2013: Ehrenprofessur, Universität Bursa
- 2014: Bundesverdienstkreuz am Bande
- 2019: Ehrendoktorwürde, Inönü Universität

## Veröffentlichungen (Auswahl)
- mit G. Wolfgang: Integration of family with Islamic beliefs: understanding as the path to empathy. 2004
- mit O. Döring, W. Göbel, W. Henn, U. Körner, H. Kreß, W. Michelmann, F. Oduncu und K. Platzer: Der Zugriff auf den Embryo: ethische, rechtliche und kulturvergleichende Aspekte der Reproduktionsmedizin. 2005, ISBN 3-525-45711-1. (books.google.hu)
- mit V. Göral, H.K. Klor, W. Doppa und T. Zekorn: Juxtapapillary duodenal diverticula and clinical characteristics. 2020.
- mit M. Bilgin, N.C. Balci, M. J. Momtahen, H. U. Klör und W. S. Rau: MRI and MRCP findings of the pancreas in patients with diabetes mellitus: compared analysis with pancreatic exocrine function determined by fecal elastase 1. 2009.
- mit M. Z. Erkal, J. Wilde und M. F. Holick: High prevalence of vitamin D deficiency, secondary hyperparathyroidism and generalized bone pain in Turkish immigrants in Germany: Identification of risk factors. 2006.
- mit M. Knipper: Migration und Gesundheit. 2009, ISBN 978-3-940955-55-5. (researchgate.net)